# Mammillaria bombycina
Mammillaria bombycina là một loài thực vật có hoa trong họ Cactaceae. Loài này được Quehl mô tả khoa học đầu tiên năm 1910.

## Hình ảnh

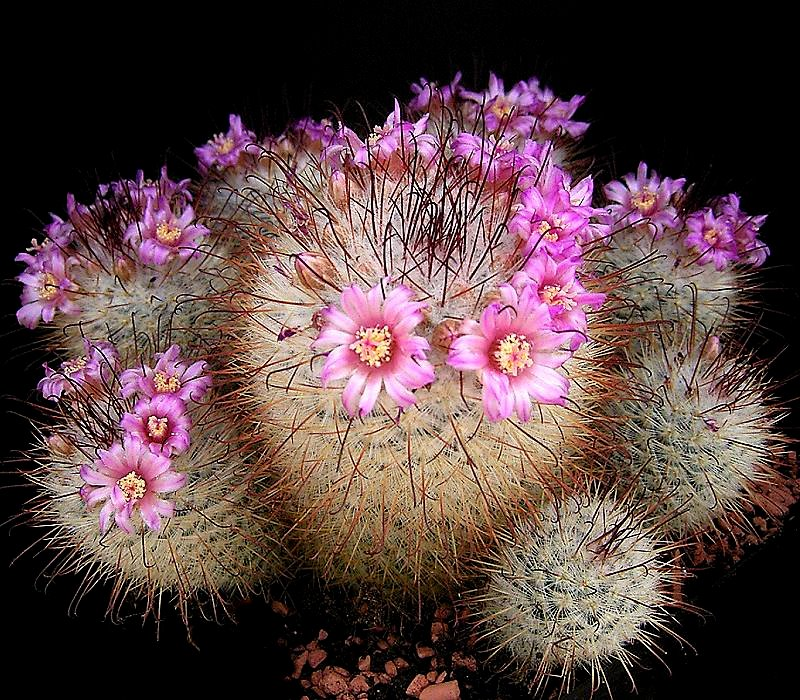
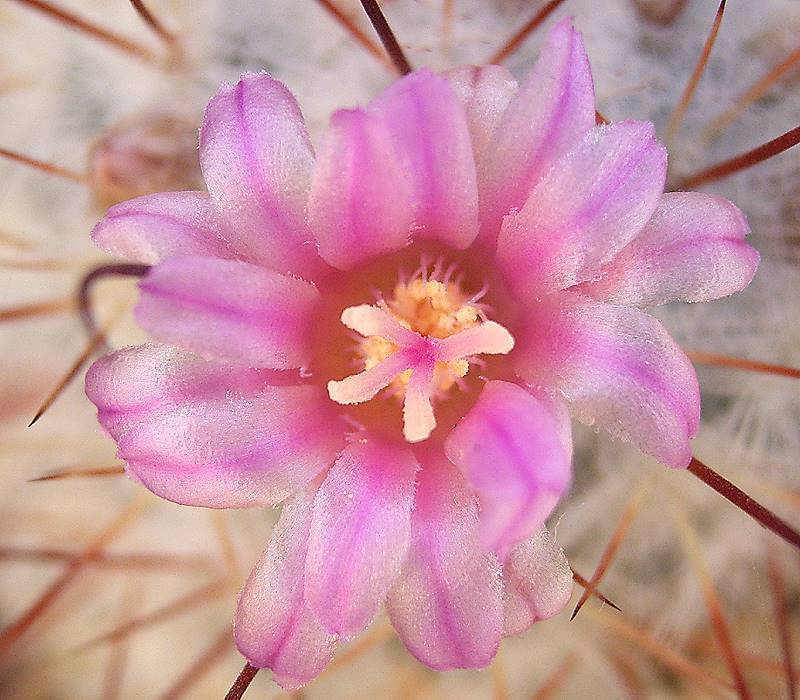
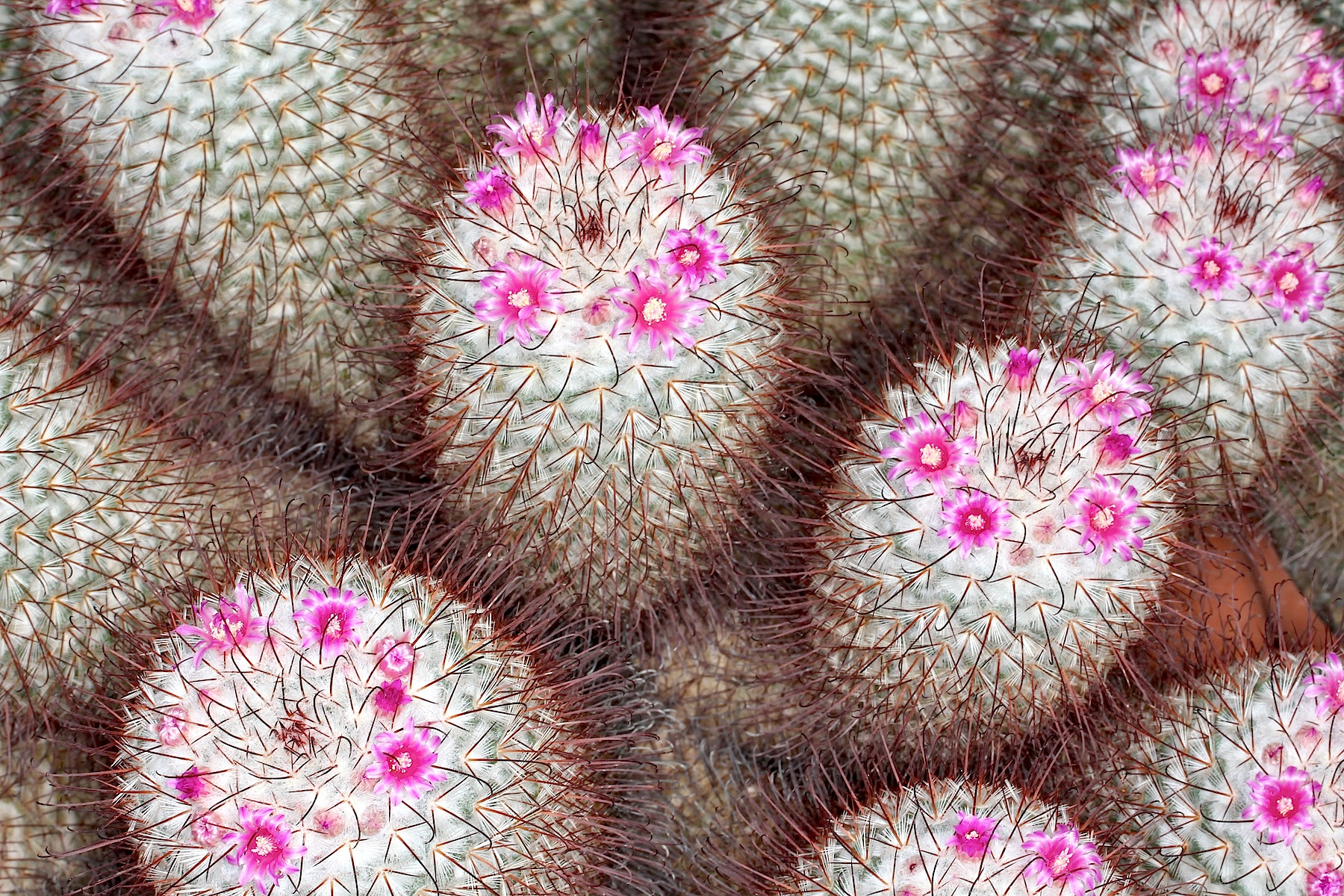
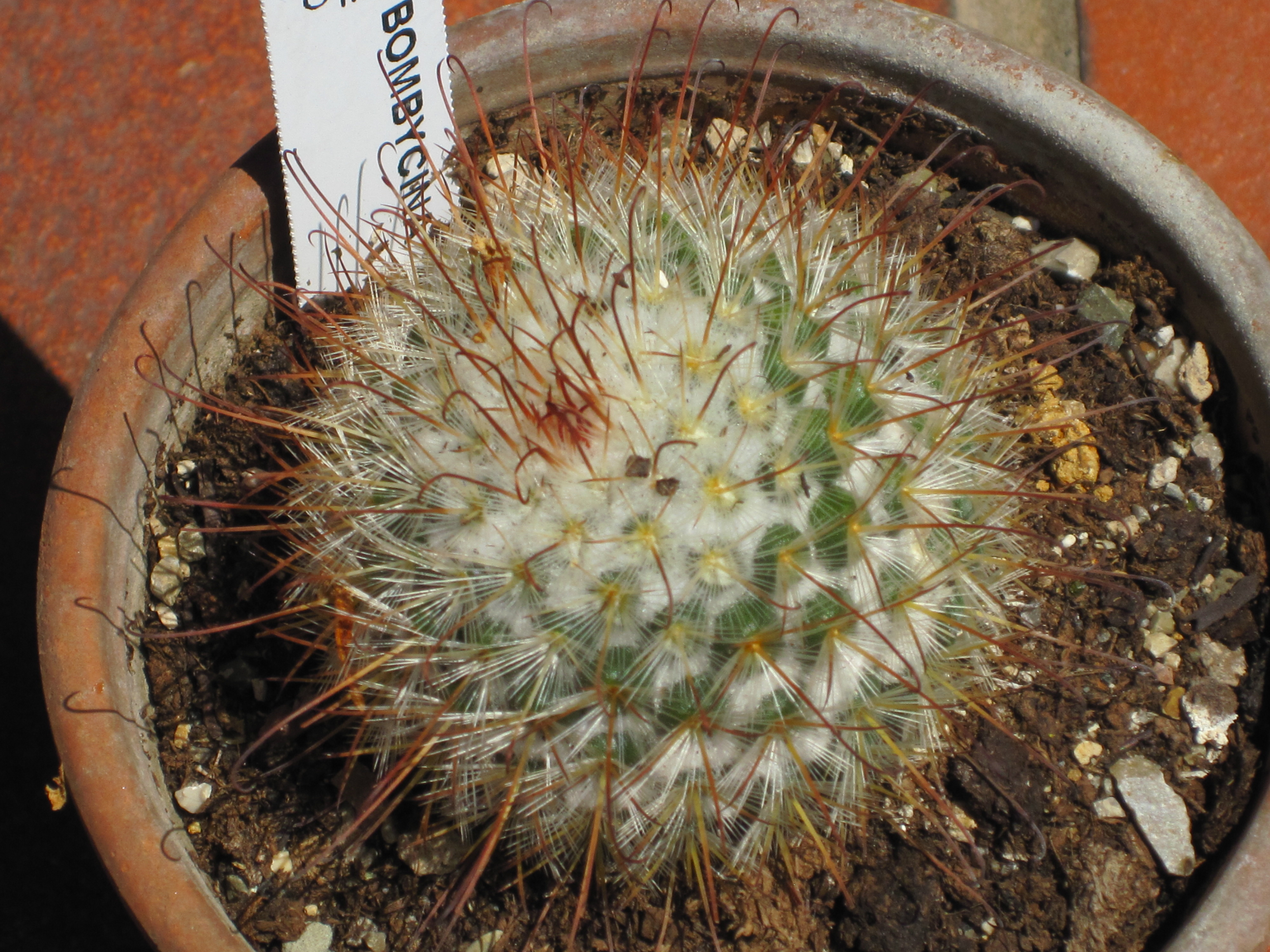
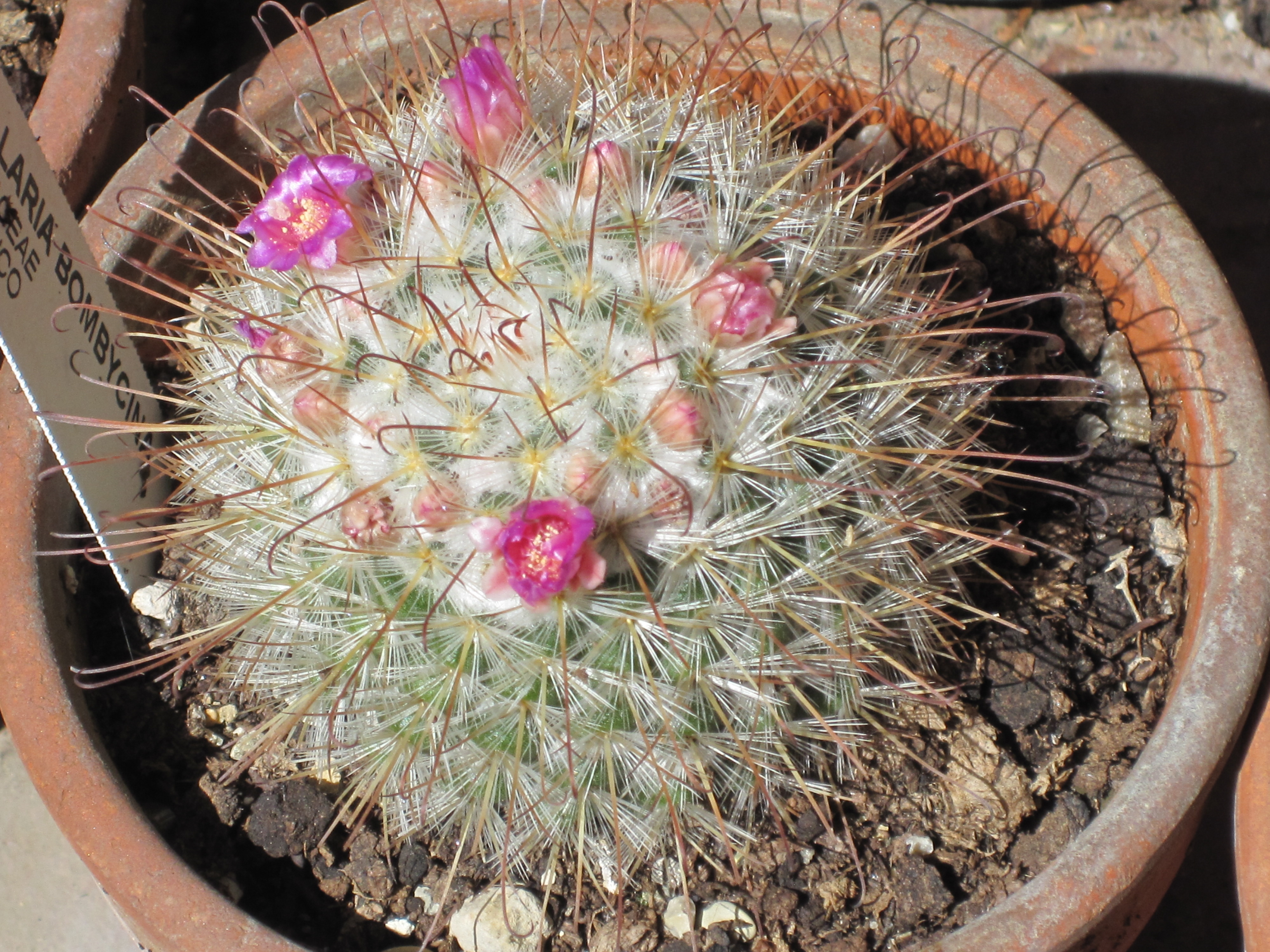